# 日交
1. 第40回東京モーターショーのBMW展示スペース
2. 嬬恋プリンスホテルの看板
3. 中吊り広告等の交通広告

株式会社日交（にっこう、NIKKO CO., LTD）は、東京都新宿区箪笥町にある広告代理店。主に在来線や新幹線の車内や額面、駅構内等の交通広告などを手掛け、その他においても広告事業を展開する。

## 概要
1949年（昭和24年）6月27日、株式会社日本交通広告社として創業。日本国有鉄道の公認を受け、湘南電車等の列車の車内広告を主媒体として活動を展開し、その後は国電・私鉄の車内及び駅構内、屋外広告、POP広告、ディスプレイなどへ業務を拡充する。
1953年（昭和28年）には電気通信共済会の承認を受けて電柱広告の取扱いを開始。同年から支社や営業所等を全国展開し、販路を拡大。
1961年（昭和36年）7月に株式会社日交に改称。

## 主な制作
- 新幹線・在来線（JR及び私鉄）の中吊り広告、額面広告、車体広告、ドアガラスステッカー、ドア横ステッカー、駅構内の広告など
- 第40回東京モーターショーBMW展示スペース
- FRISKキャンペーン・サンプリング
- パナソニック電工 CIサイン変更
- ダイハツ自動車 CIサイン変更
- サッポロビール「那須 森のビール園」誘導看板
- 嬬恋プリンスホテル 入口及び沿道の看板
- ソフトバンク新宿ビジョン
- ホテルオークラ千葉 「桃源」
- ホテルオークラ池袋 ビュッフェ「サファイア」
- ホテルオークラ横浜 ビュッフェ「サファイア」
- ホテルオークラ日本橋 「レストラン日本橋」

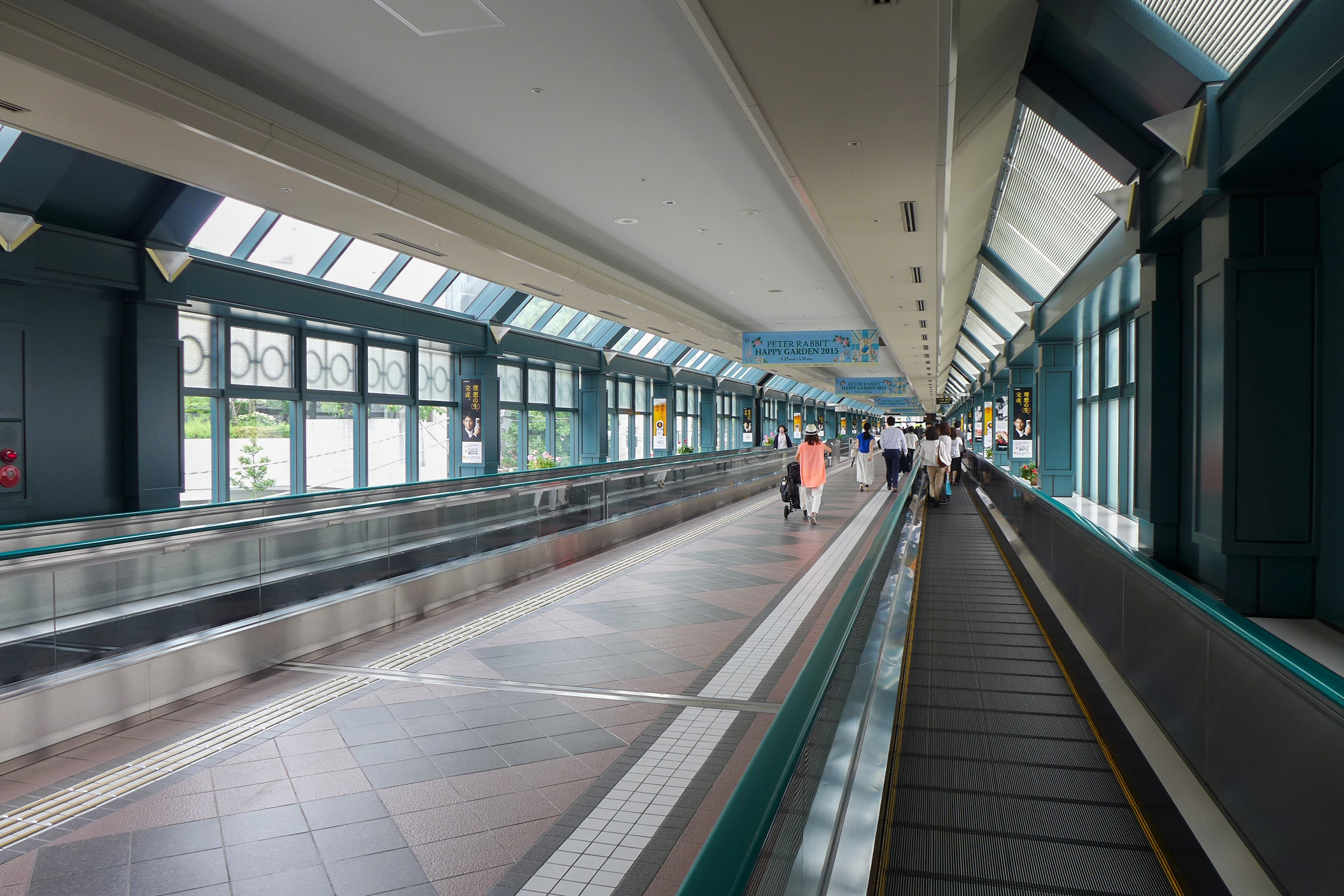
恵比寿ガーデンプレイス（スカイウォーク/イベントスペース）  - スカイウォーク
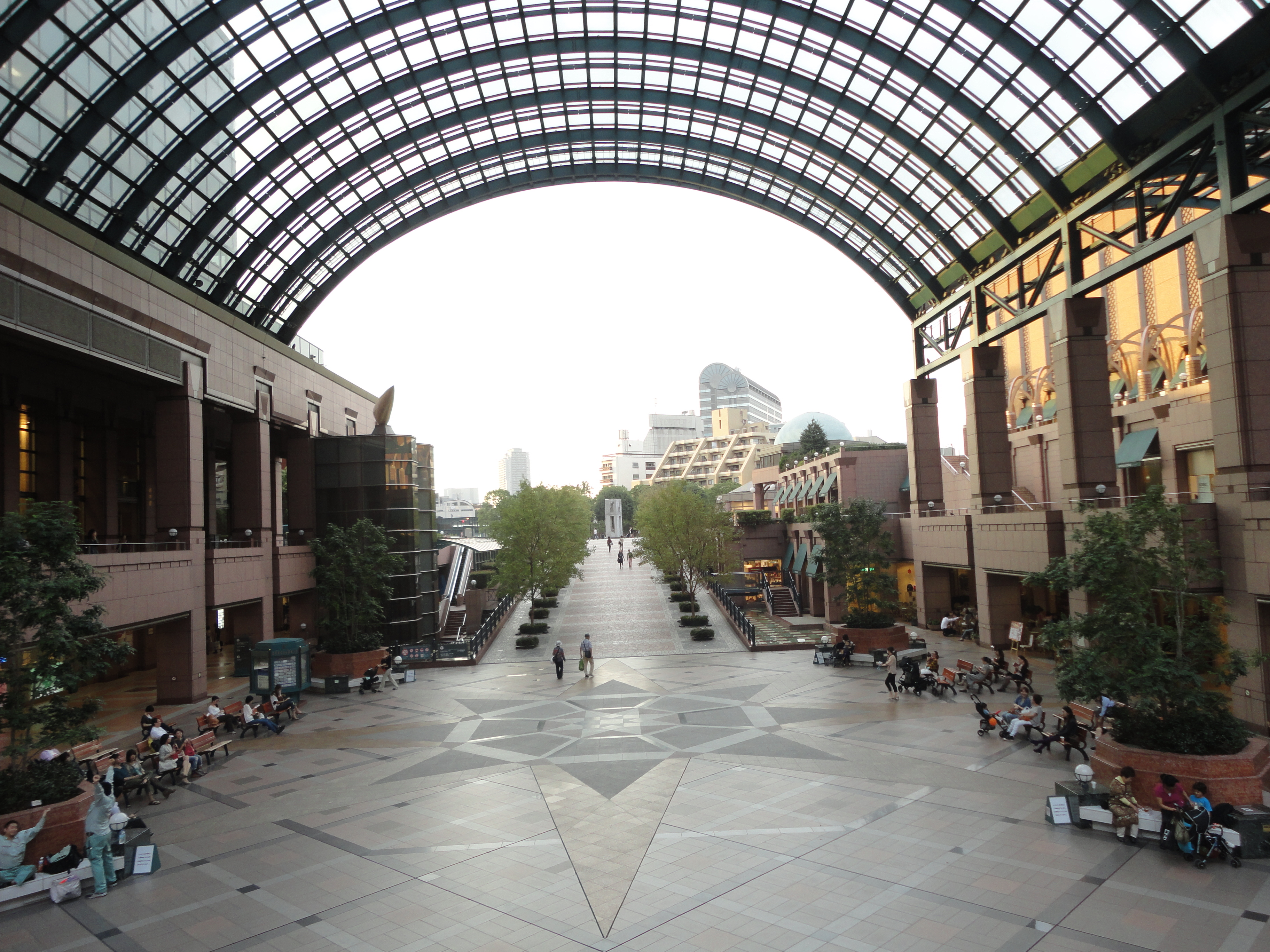
イベントスペース
  - イベントスペース

## 支社・系列会社
- 高崎支社
  - 〒370-0841 群馬県高崎市栄町2-10 きむらビルIII 4-D-2
- 盛岡本社
  - 〒020-0141 岩手県盛岡市中屋敷9番2号
- 東北本社
  - 〒980-0022 宮城県仙台市青葉区五橋1-1-58-815 ダイアパレス仙台中央
- HAC北陸宣伝
  - 〒921-8025 石川県金沢市増泉4丁目1-10 408号
- 東海本社
  - 〒420-0853 静岡県静岡市葵区追手町2番20号 ヤマムラビル追手町10F
- ティーエイシー
  - 〒732-0056 広島県広島市東区上大須賀町16-3
- ティーエイシー 米子支社
  - 〒683-0064 鳥取県米子市道笑町2-225
- 交通新聞社
  - 〒760-0021 香川県高松市西の丸町12-12 四国キヨスクビル2F
- 西部本社
  - 〒812-0025 福岡県福岡市博多区店屋町8-30 博多フコク生命ビル6F